# 오사카 서우편국
오사카 서우편국(일본어: 大阪西郵便局 오사카니시유빈쿄쿠[*])는 오사카부 오사카시 니시구에 위치한 우체국이다.